# Метод на крайните елементи
В числения анализ, методът на крайните елементи е удобен инструмент за числено решаване на частни диференциални уравнения. Такива уравнения често описват динамиката на разнообразни механични, термодинамични, акустични и други физични системи.
По-конкретно, този метод позволява да се моделира числено поведението на сложни системи, при условие че се разглеждат като непрекъснати среди и динамиката им се описва с линейни частни диференциални уравнения: например, движението на струна, фиксирана за един от краищата си, динамиката на флуид, връхлитащ с голяма скорост препятствие, деформация на метални структури и др.

## Въведение
Методът на крайните елементи е част от инструментариума на приложната математика. Целта му е чрез методи, пренесени от вариационното смятане, да се изработи дискретен алгоритъм, чрез който да бъде намерено приближено решение на частно диференциално уравнение (ЧДУ) в компактен интервал с дадени гранични условия. В зависимост от дадени граничните условия, задачата се нарича Проблем на Дирихле (дадени са стойностите на функцията на границите на интервала), на Нюман (когато са дадени стойностите на градиента на функцията) или на Робин (когато е дадена връзка между градиента и стойностите на функцията).
Както и други методи за приближено решаване на ЧДУ и при метода на крайните елементи трябва да се отделя особено внимание на евентуалните проблеми, свързани с дискретизацията на интервала, в който се търси решението, като:
- Съществуването на решение
- Единственост на откритото решение
- Стабилност
- Сходимост
- и най-вече, изработване на критерии за сравнение на полученото чрез дискретизация решение с пълното решение.

## Основен принцип
Методът на крайните елементи позволява да се реши, чрез дискретизация, частно диференциално уравнение, за което се търси достатъчно „благонадеждно“ решение. В общия случай, това уравнение свързва частните производни да дадена функция u, дефинирана в даден интервал. За съществуването на решение на проблема и за неговата единственост е необходимо да са дадени граничните условия.
При дискретизацията се използва подходящо пространство от тестови функции, в което решението, което предстои да бъде намерено на дискретизирания проблем с, е точно. Това изисква дефинирането на мрежа, която да раздробява интервала на малки фрагменти, т.нар. крайни елементи.
Тези фрагменти могат да са с произволна форма, но трябва да покриват изцяло разглеждания интервал. Обикновено, крайните елементи са с триъгълна или квадратна форма. Тази мрежа е асоциирана с функционален базис b, върху който проектираме решението u.
В този смисъл, след въвеждане на граничните условия, се стига до дискретизация на първоначалната задача. Решението на този алгебричен проблем, ако съществува, е единствено, дава координатите на приближеното решение на началното ЧДУ в даден базис b.
Веднъж след като решението е намерено, остава да се изследват характеристиките на метода, най-вече единствеността на евентуалното решение и числената му стабилност. От особена важност е да се намери метод за оценка на допуснатата грешка и да се докаже, че изработеният алгоритъм дава сходящо решение, т.е. да се покаже, че грешката клони към 0, когато параметърът на решетката (типичната дължина на страната на крайния елемент) клони към 0.
В случаите на линейни ЧДУ със симетрични оператори (като Δ), става въпрос за решаване на линейно алгебрично уравнение.

## Прост пример за задача, решима с метода на крайните елементи
Нека P1 е  едноизмерна  задача, към която ще приложим метода на крайните елементи. Условието е да се намери такава функция u, която да е решение на уравнението с дадени гранични условия:
{\displaystyle {\mbox{P1 }}:{\begin{cases}u''=f{\mbox{ in }}(0,1),\\u(0)=u(1)=0,\end{cases}}}
където {\displaystyle f} е дадена (позната) функция, а {\displaystyle u} е непозната функция от променливата {\displaystyle x}, като {\displaystyle u''} е втората производна на {\displaystyle u} по {\displaystyle x}.
Същата задача, но за две измерения (Задача на Дирихле), се записва:
{\displaystyle {\mbox{P2 }}:{\begin{cases}u_{xx}+u_{yy}=f&{\mbox{ in }}\Omega ,\\u=0&{\mbox{ on }}\partial \Omega ,\end{cases}}}
където {\displaystyle \Omega } е даден свързан отворен интервал от равнината {\displaystyle (x,y)}, а границата на {\displaystyle \partial \Omega } е „любезна“ фунция (гладко многообразие или многоъгълник) а {\displaystyle u_{xx}} и {\displaystyle u_{yy}} са вторите производни на u по {\displaystyle x} и {\displaystyle y}, съответно.
Задачата P1 може да се реши директно, като се интегрира диференциалното уравнение. Но това е възможно само за задачи в едно измерение и не е приложимо при уравнения от типа {\displaystyle u+u''=f}. За тази цел е разработен и метода на крайните елементи, при който се прибягва до използването на компютри за числено решаване на уравнения от такъв вид.